# Staphylococcus epidermidis
Staphylococcus epidermidis és una de les més de 40 espècies bacterianes que corresponen al gènere Staphylococcus. Forma part de la microbiota normal de la pell i les mucoses humanes, juntament amb altres espècies d'estafilococs coagulasa negatius. En formar part de la microbiota de la pell, és un contaminant freqüent de les mostres enviades al laboratori de diagnòstic.
Malgrat que S. epidermidis no sol ser un bacteri patogen, els pacients amb el sistema immunitari compromès corren el risc de desenvolupar una infecció, normalment adquirida a l'ambient hospitalari (infecció nosocomial).
S. epidermidis és una preocupació particular per les persones amb catèters o implants quirúrgics perquè se sap que formen biofilms que creixen en aquests dispositius.

## Microbiologia
Staphylococcus epidermidis és una espècie grampositiva i s'observa al microscopi com cocs agrupats de forma irregular. És immòbil i el seu metabolisme és anaerobi facultatiu, pel que pot obtenir energia de la respiració aeròbica o la fermentació.
Respecte a les característiques bioquímiques, S. epidermidis és catalasa positiu, coagulasa negatiu, oxidasa negatiu i ureasa positiu. A més, al voltant del 80% de les soques són nitrat reductasa positives, i la meitat de les soques tenen activitat termonucleasa dèbil.
En quant als glúcids, poden fermentar la glucosa, la lactosa i la maltosa, però no la trehalosa ni el manitol. En no poder fermentar aquest últim, les colònies en agar manitol sal no canvien el color del medi, que és roig.
És sensible a la novobiocina, sent una prova important per distingir-lo de Staphylococcus saprophyticus, que també és coagulasa negativa, però resistent a la novobiocina.
Creix ràpidament en els medis de cultiu i forma colònies llises de color gris o blanc grisós, que poden variar d'opacitat i tenir una aparença tipus moc o inclús ser enganxifoses. A més, és un organisme mesòfil pel que pot créixer entre els 15°C i els 45°C, sent la temperatura òptima de 30-37°C. En el medi agar sang no produeix hemòlisi (pel que es classifica com a γ-hemolític). També suporta concentracions de sal del 7,5% (és halotolerant), capaces d'inhibir el creixement de molts microorganismes. Tot i això, creix malament quan la concentració de NaCl assoleix el 10%.